# Felix von Wimpffen (Diplomat)
Graf Felix Friedrich Wenzel von Wimpffen (* 16. März 1827 in Brunnsee i. d. Steiermark; † 30. Dezember 1882 in Paris) war ein österreichischer, später österreichisch-ungarischer Diplomat.

## Leben
Felix von Wimpffen stammte aus dem Haus der Grafen von Wimpffen. Sein Vater war der württembergische General Franz Karl Eduard von Wimpffen, seine Mutter dessen zweite Frau Paulina Maria geb. Freiin von Marschall (1787–1869). Einer seiner Halbbrüder war der österreichische General Franz Emil Lorenz Wimpffen.
Er studierte bis 1848 Rechtswissenschaften in Prag und beteiligte sich im Frühjahr 1849 am Italienfeldzug, ehe er noch im selben Jahr in den diplomatischen Dienst trat. Nach beruflichen Stationen in Rom und London war er ab 9. Januar 1866 erst Gesandter in Dänemark, und ab 13. Oktober 1866 in Preußen. In Berlin lernte er Margarethe Gräfin von Lynar (1837–1895) kennen, die er im August 1867 heiratete.
Ab 1871 war er jeweils zweimal Botschafter in Italien und Frankreich, litt aber zusehends an einer Angst vor Alzheimer-Demenz und nahm sich 1882 während seiner Mission in Paris selbst das Leben.
Er hinterließ seine Witwe und zwei Töchter:
- Maria Margarethe von Wimpffen (* 1868 in Berlin; † 1930 in Bozsok)
- Pauline von Montgelas (* 1874 in Rom; † 1961 in Rottach-Egern)

## Ehrungen und Mitgliedschaften
- 187? Orden der Eisernen Krone I. Klasse
- 1875 Großkreuz des ö.k. Leopold-Ordens